# Halcyonair

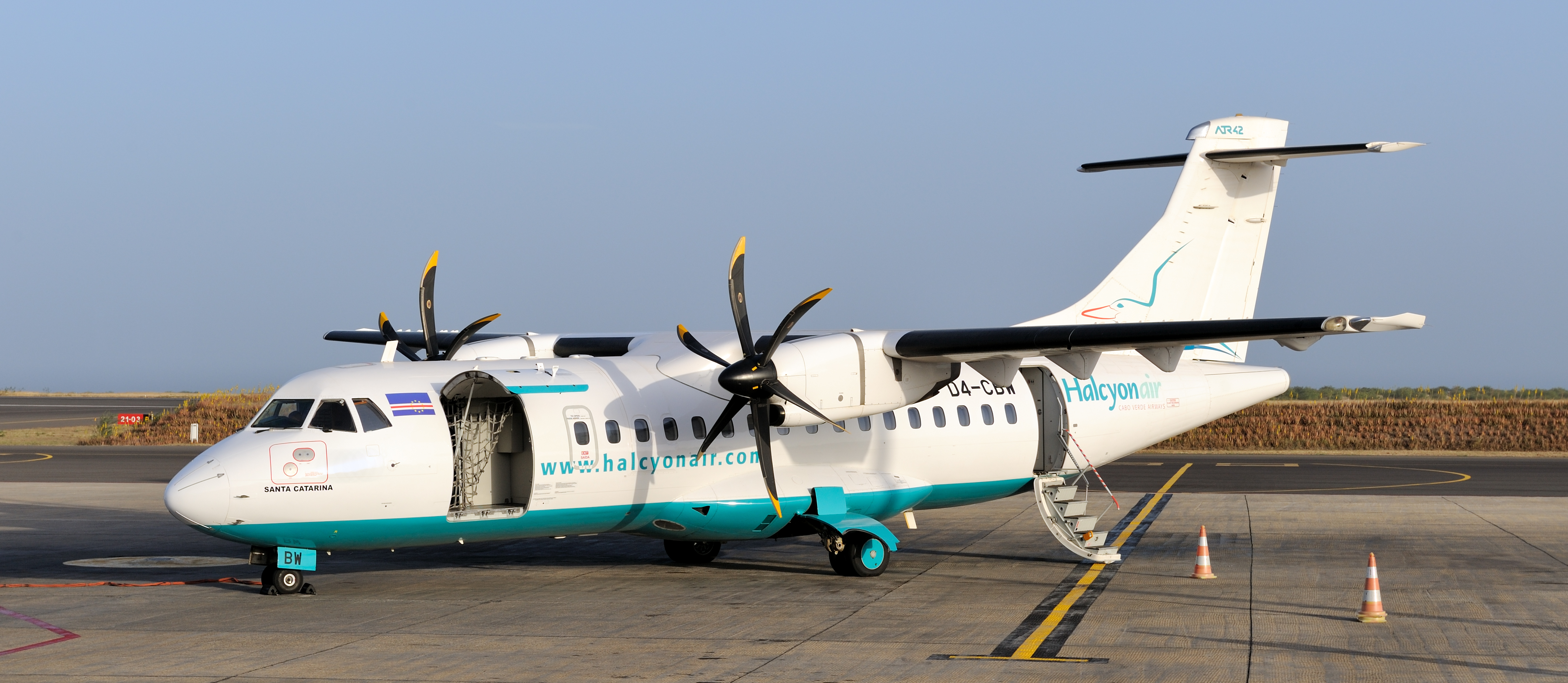
Halcyonair ATR 42-500 a l'aeroport de Praia, seu de l'oficina central de la compnyia

Halcyonair - Cape Verde Airways va ser una aerolínia amb base a Sal, Cap Verd. Va ser fundada a l'abril de 2005 i efectuava vols de cabotatge entre les illes de Cap Verd des de la seva base principal de l'Aeroport Internacional Amílcar Cabral.

## Destinacions regulars
- Cap Verd
  - Boavista - Aeroport Internacional Aristides Pereira
  - Maio - Aeroport de Maio
  - Praia - Aeroport Internacional de Praia
  - Sal - Aeroport Internacional Amílcar Cabral Hub
  - Sao Nicolau - Aeroport de Preguiça
  - São Filipe - Aeroport de São Filipe
  - Sao Vicente - Aeroport de São Pedro

## Flota
La flota d'Halcyonair inclou els següents aparells (en juny de 2013) :